# Ванда Вилкомирска
Йоля̀нта Ва̀нда Алфрѐда Вилкомѝрска (на полски: Jolanta Wanda Alfreda Wiłkomirska) е полска цигуларка и музикална педагожка. Свири на цигулка „Гуарнери“ от 1734 година.

## Биография
Ванда Вилкомирска е родена на 11 януари 1929 година във Варшава, в семейството на Дорота (Темкин по баща) и Алфред Вилкомирски. Започва да свири на цигулка на 5-годишна възраст. През 1947 година завършва Държавното висше музикално училище в Лодз. Дипломира се в Музикалната академия „Ференц Лист“ в Будапеща през 1950 г.
В ранната си музикална кариера печели конкурсите в Женева (1946), Будапеща (1949), Лайпциг (1950) и Познан (1952). Дълги години работи като солистка в Националната филхармония във Варшава. След въвеждането на военно положение в Полша (1981) емигрира. Завръща се в страната през 1990 година.
Съвместно със свиренето започва да преподава. Работи в Музикалния университет Манхайм-Хайделберг (1983 – 1999). Провежда майсторски курсове в Полша, Япония, Швейцария, Финландия, Австрия, Германия и Италия, както и клас по цигулка в Музикалната консерватория в Сидни.
Ванда Вилкомирска умира на 1 май 2018 година.